# Вікторія (Іллінойс)
Вікторія (англ. Victoria) — селище (англ. village) в США, в окрузі Нокс штату Іллінойс. Населення — 268 осіб (2020).

## Географія
Вікторія розташована за координатами 41°2′0″ пн. ш. 90°5′43″ зх. д. / 41.03333° пн. ш. 90.09528° зх. д. (41.033314, -90.095227).  За даними Бюро перепису населення США в 2010 році селище мало площу 1,71 км², уся площа — суходіл.

## Демографія
Згідно з переписом 2010 року, у селищі мешкало 316 осіб у 117 домогосподарствах у складі 86 родин. Густота населення становила 184 особи/км².  Було 126 помешкань (74/км²).
Расовий склад населення:
| - 99,1 % — білих - 0,3 % — чорних або афроамериканців |

До двох чи більше рас належало 0,3 %. Частка іспаномовних становила 0,9 % від усіх жителів.
За віковим діапазоном населення розподілялося таким чином: 32,0 % — особи молодші 18 років, 56,6 % — особи у віці 18—64 років, 11,4 % — особи у віці 65 років та старші. Медіана віку мешканця становила 36,3 року. На 100 осіб жіночої статі у селищі припадало 117,9 чоловіків;  на 100 жінок у віці від 18 років та старших — 106,7 чоловіків також старших 18 років.
Середній дохід на одне домашнє господарство  становив 48 592 долари США (медіана — 44 000), а середній дохід на одну сім'ю — 53 607 доларів (медіана — 48 250). Медіана доходів становила 36 875 доларів для чоловіків та 32 708 доларів для жінок. За межею бідності перебувало 6,4 % осіб, у тому числі 2,6 % дітей у віці до 18 років та 10,0 % осіб у віці 65 років та старших.
Цивільне працевлаштоване населення становило 152 особи. Основні галузі зайнятості: освіта, охорона здоров'я та соціальна допомога — 19,1 %, роздрібна торгівля — 13,8 %, будівництво — 13,2 %.